# Amt Lütjenburg
Amt Lütjenburg er et amt i det nordlige Tyskland, beliggende under Kreis Plön. Kreis Plön ligger i den østlige/centrale del af delstaten Slesvig-Holsten. Administrationen i amtet er beliggende i byen Lütjenburg.
Amtet grænser op mod nord til Østersøen, mod øst og syd til Kreis Østholsten og mod vest til amterne Großer Plöner See, Selent/Schlesen og Probstei.

## Kommuner i amtet
Med tilhørende landsbyer og bebyggelser
1. Behrensdorf (Østersøen) med Lippe, Seekamp, Neuland, Kembs, Waterneverstorf og Stöfs
2. Blekendorf med Belvedere, Tivoli, Friederikental, Ellert, Friedrichsleben, Futterkamp, Günnenfelde, Hasenberg, Kaköhl, Nessendorf, Nessendorfer Mühle, Windmühlenkamp, Packhaus, Rathlau, Diekkate, Kolonie Rathlau, Lehmberg, Sechendorf og Sehlendorf
3. Dannau med Gowens, Luxrade, Neuwetterade og Söhren
4. Giekau med Gottesgabe, Engelau, Dransau, Fresendorf, Neuhaus, Warderhof og Ölböhm
5. Helmstorf med Kühren og Wetterade
6. Högsdorf med Achtersöhren, Steinbusch, Flehm, Kuhlrade, Hohenstein og Schoppel
7. Hohenfelde med Krummsiek, Monkamp, Malmsteg, Radeland, Mühlenau, Grünberg, og Hoffeld
8. Hohwacht (Østersøen) med Haßberg og Schmiedendorf
9. Kirchnüchel med Altharmhorst, Neuharmhorst, og Kirchmühl
10. Klamp med Vogelsdorf, Rönfeldholz og Wentorf
11. Kletkamp med Großrolübbe, Hähnersaal, Ludwigshof og Schoolbrook
12. Lütjenburg, Stadt
13. Panker med Darry, Futterkamp, Gadendorf, Haferstoppel, Matzwitz, Todendorf, Friedrichshof og Satjendorf
14. Schwartbuck med Maaskamp, Schmoel og Schwartbuckerholz
15. Tröndel

## Historie
Amtet blev oprettet i 1968 som Amt Lütjenburg-Land. Det omfattede da alle de nuværende kommuner på nær byen Lütjenburg, der var amtsfri, selv om administrationen allerede da lå i byen.
1. januar 2008 indtrådte Lütjenburg i amtet, som så ændrede navnet til Amt Lütjenburg.
Tårnet i amtsvåbenet forestiller Bismarcktårnet i Lütjenburg.